# Erik Wilén
Erik Wilhelm Erkka Wilén (født 15. februar 1898 i Helsinki, død 23. juli 1982 smst.) var en finsk atlet (mellemdistanceløber), som deltog i tre olympiske lege i 1920'erne.
Wiléns første OL var i 1920 i Antwerpen. Her var han meldt til i løb på 400 m, 800 m og 400 m hæk, men startede kun i de to 400 m-løb. I begge disse konkurrencer blev han elimineret i anden runde.
Ved OL 1924 i Paris var Wilén meldt til på 200 m, 400 m og 400 m hæk foruden han var på de finske 4 × 100 m- og 4 × 400 m-hold. Han stillede ikke til start på 200 m og kom ikke til at løbe 100 m-stafetten, hvor Finland ikke kom videre fra første runde. I 400 m løbet blev han elimineret i anden runde, og i stafetten blev Finland med Wilén sidst i deres indledende heat. Bedst gik det i hækkeløbet, hvor han med en andenplads i indledende heat kom i semifinalen. Her blev han nummer tre, hvilket var akkurat nok til en finaleplads. I finalen vandt amerikanske Morgan Taylor i tiden 52,6 sekunder, mens hans landsmand Charles Brookins kom ind som nummer to, flere meter efter, og Wilén som nummer tre i tiden 53,8 sekunder. Da Brookins imidlertid blev diskvalificeret for ikke at holde bane, gik sølvmedaljen til Wilén, mens en tredje amerikaner, Ivan Riley, fik bronze. Taylors tid var bedre end den eksisterende verdensrekord, men den blev ikke anerkendt, fordi han væltede en forhindring undervejs; i stedet blev Wiléns tid godkendt som ny olympisk rekord, selv om han var tredjehurtigst i løbet.
Wilén var igen med, da OL 1928 blev afholdt i Amsterdam. Her var han meldt til i 400 meter løb, 400 meter hækkeløb og 400 meter-stafetten. Han kom dog kun til at løbe hækkeløbet, hvor han sluttede på femtepladsen i semifinalen.
Hans personlige rekorder lød på 49,0 sekunder på 400 meter og 54,6 sekunder på 400 meter hæk.